# Дружество на сърбомакедонците
Дружеството на сърбомакедонците (на сръбски: Друштво Србо-Македонаца) е македонистка сърбоманска организация действала в края на XIX век.

## Предистория
Дружеството е продължение на неуспешния опит да се основе студентска македонистка организация през 1885 година в София. Няколко младежи, между които стружанинът Наум Евров, охридчанинът Коста Групчев, Темко Попов и Васил Карайовов се опитват да организират в София кръжок под името Таен македонски комитет, който иска да разпространява сред македонските студенти в Софийския университет идеята за отделна македонска народност. Този опит изглежда напълно безперспективен след успеха на съединението на Княжеството с Източна Румелия и последвалия разгром на Сърбия в Сръбско - българската война. Българската полиция разтуря кръжока и последователите му емигрират в Сърбия.

## Основаване
През следващата 1886 година на заседание, вече в Белград, несполучилите в София активисти приемат своя програма, съгласувана със сръбското правителство. Дружеството е създадено по инициатива на сръбското правителство в 1886 година и седалището му се намира в Цариград. Начело на организацията застава Стоян Новакович, който по това време е сръбски пълномощен министър в османската столица. През следващата година организацията вече разполага със свои клонове в Цариград, Солун, София и Белград. Заедно с дружеството „Свети Сава“ тя е един от главните проводници на сръбската пропаганда във Вардарска Македония в края на XIX и началото на XX век.
Идеята за създаване на комитета принадлежи на сръбския учен и политик Стоян Новакович. Целта му е стимулиране на ранните македонисти в борбата им с българската църковнопросветна дейност в Македония. Предприемат опит за издаване на македонистки вестник, който да бъде списван на македонски диалект, но със сръбски букви. Високата порта първоначално отклонява издаването на такъв вестник, но през 1895 година дава съгласието си за неговото излизане на сръбски под името „Цариградски гласник“. Главен редактор на вестника е Коста Групчев. В 1888 година дружеството издава и „Македонски буквар“ в Цариград. Букварът в по-голямата си част е съставен на македонско наречие примесено с доста сърбизми.

## Идеология
Някои от основните идеи залегнали в програмата на дружеството, приети в Белград са:
- да защитава интересите на Отоманската империя;

- да повдигне църковния въпрос за отказване на македонците от Българската екзархия;

- да се иска възстановяване на Охридската архиепископия под юрисдикцията на Цариградската патриаршия;

- да се вдъхва просръбски дух на македонския народ, за да му се докаже, че българите са негови неприятели;

- да развива най-енергична пропаганда за изгонването на българските владици и учители от Македония;

- да се пише на отделен македонски език, като се изхвърля всеки възприет български израз и се замества със сръбски и други.[3]

## Край на дейността
През 1889 г., когато се поставя въпроса за преиздаването на тези текстове на македонски диалект, Новакович препоръчва в новите издания да се използва вече предимно сръбския език. Той твърди, че очакваното привличане на читатели на изданията на македонски диалект не се е осъществило. В съответствие с плановете Новакович „македонизмът“ се разглежда като етап от постепенното сърбизация на македонските славяни. Като резултат, в навечерието на новия век, неговите сътрудници, са насърчавани да разпространяват в изданията си предимно сръбската идея на сръбски език.